# Френк Л. Калбертсон
Френк Ли Калбертсон млађи (енгл. Frank Lee Culbertson Jr.; Чарлстон, 15. мај 1949) пензионисани је амерички пилот, аерокосмички инжењер и астронаут. Изабран је за астронаута 1984. године.

## Биографија
Пре него што је изабран за астронаута, био је поморски официр на разарачу у заливу Тонкин током Вијетнамског рата у Америчкој ратној морнарици. Након што је 1973. завршио пилотску обуку, летео је као борбени пилот, а од 1982. године и успешно окончане елитне школе за пробне пилоте при Ратној морнарици САД у Пакс Риверу, Мериленд, и као опитни пилот. У својству пробног пилота изабран је за астронаута од стране НАСА 1984. године.
У свемир је летео три пута, два пута на Спејс-шатлу, најпре на мисији СТС-38, потом и СТС-51. Касније је одређен за команданта Експедиције 3 на Међународну свемирску станицу. Мисија је била 2001. године и догодила се током напада на САД, 11. септембра 2001. године, када је Калбертсон био једини Американац који у том тренутку није био на Земљи. Куриозитет је и чињеница да је Калбертсон био класић са Чарлсом Барлингејмом, пилотом Лета 77 Американ ерлајнса (на полетању), којег су терористи обрушили на Пентагон. У време Барлингејмове комеморације, Калбертсон је одсвирао неколико опроштајних тонова на труби.
Током каријере је забележио преко 8.900 часова лета на разним типовима летелица и 450 слетања на носач авиона. У свемиру је провео 143 дана. Током службовања у НАСА обављао је низ одговорних дужности.
По завршетку средње школе 1967. године у градићу Холи Хил, у којем је одрастао, студирао је аерокосмичку технику на Морнаричкој академији САД у Анаполису, где 1971. и дипломира. Током студија на Академији бавио се активно спортом. Калбертсон је у младости био члан Младих извиђача САД и имао је чин Second Class Scout. Са супругом Ребеком има петоро деце и шесторо унучади. Члан је неколико кућа славних и носилац бројних друштвених признања, цивилних и војних одликовања.
Из Морнарице се пензионисао у чину капетана. НАСА-у је напустио 24. августа 2002. године. Отиснуо се у приватни сектор и до одласка у пензију налазио се на месту председника The Space Systems Group при компанији Orbital ATK. Његова одговорност огледала се у извршењу, пословном развоју и финансијском функционисању космичких летова компаније, науке, комерцијалне комуникације, као и активности сателита од значаја за националну безбедност.

## Галерија
- Френк Калбертсон (у средини) са колегама током мисије СТС-51, 1993. године
- Френк Калбертсон у својству команданта Међународне свемирске станице, 2001. године
- Френк Калбертсон (у средини) са колегама са Експедиције 3, 2001. године
- Френк Калбертсон током лета, 2001. године
- Френк Калбертсон током прес конференције, 2014. године